# Don't Wanna Go to Bed Now
"Don't Wanna Go to Bed Now" je pjesma australske pjevačice Gabriella Cilmi. Objavljena je kao drugi singl s njenog debitanskog albuma Lessons to Be Learned. Pjesmu su napisali Gabriella Cilmi, Nick Coler, Miranda Cooper, Brian Higgins, Tim Powell i Shawn Lee, a producirali su je Brian Higgins i Xenomania. Pjesma je postala 28 najprodavaniji singl u 2008. godini od jednog novog izvođača. Pjesma je također bila glazba za australsku kriminalističku seriju City Homicide.
U spotu za singl "Don't Wanna Go to Bed Now" Gabriella tulumira na jednoj proslavi i razbija balone. Ona pjeva u različitoj odjeći u različitim sobama.

## Track listing
Australian CD single
1. "Don't Wanna Go to Bed Now" (singl verzija) – 3:13
2. "Sweet About Me" (uživo) – 3:40
3. "Cry Me a River" (uživo) – 3:39

## Ljestvice
| Ljestvica (2008.) | Najviša pozicija |
| ----------------- | ---------------- |
| Australija        | 28               |

### Godišnje ljestvice
| Godina | Ljestvica  | Pozicija |
| ------ | ---------- | -------- |
| 2008.  | Australija | 24       |